# Comuna Gherăești, Neamț
Gherăești (în trecut, și Ghirăești, în maghiară Gyerejest) este o comună în județul Neamț, Moldova, România, formată din satele Gherăești (reședința), Gherăeștii Noi și Tețcani. Se află în estul județului.

## Așezare
Comuna se află în extremitatea estică a județului, la limita cu județul Iași, pe malul stâng al râului Moldova și pe malurile afluentului acestuia, Ciurlicul. Este străbătută de șoseaua națională DN2, care leagă Romanul de Suceava.

## Demografie
Componența etnică a comunei Gherăești
     Români (87,3%)
     Alte etnii (0,34%)
     Necunoscută (12,36%)
Componența confesională a comunei Gherăești
     Romano-catolici (77,18%)
     Ortodocși (9,48%)
     Alte religii (0,45%)
     Necunoscută (12,9%)
Conform recensământului efectuat în 2021, populația comunei Gherăești se ridică la 4.715 locuitori, în scădere față de recensământul anterior din 2011, când fuseseră înregistrați 4.854 de locuitori. Majoritatea locuitorilor sunt români (87,3%), iar pentru 12,36% nu se cunoaște apartenența etnică. Din punct de vedere confesional, majoritatea locuitorilor sunt romano-catolici (77,18%), cu o minoritate de ortodocși (9,48%), iar pentru 12,9% nu se cunoaște apartenența confesională.

## Politică și administrație
Comuna Gherăești este administrată de un primar și un consiliu local compus din 15 consilieri. Primarul, Ermina Dănculesei[*], de la Partidul Național Liberal, este în funcție din 1 noiembrie 2024. Începând cu alegerile locale din 2024, consiliul local are următoarea componență pe partide politice:
|  | Partid                     | Consilieri | Componența Consiliului | Componența Consiliului | Componența Consiliului | Componența Consiliului | Componența Consiliului | Componența Consiliului |
|  | -------------------------- | ---------- | ---------------------- | ---------------------- | ---------------------- | ---------------------- | ---------------------- | ---------------------- |
|  | Partidul Național Liberal  | 6          |                        |                        |                        |                        |                        |                        |
|  | Uniunea Salvați România    | 4          |                        |                        |                        |                        |                        |                        |
|  | Partidul Social Democrat   | 3          |                        |                        |                        |                        |                        |                        |
|  | Partidul Mișcarea Populară | 2          |                        |                        |                        |                        |                        |                        |

## Istorie
Componența etnică a comunei Ghirăești (Gherăești) după recensământul populației din anul 1899.
     Români? (42,2%)
     Maghiari (56,2%)
     Evrei (1,6%)
La sfârșitul secolului al XIX-lea, comuna făcea parte din plasa Moldova a județului Roman și era formată din satele Gherăești și Leucușeni, având în total 1756 de locuitori, sau 498 familii din care 280 familii de maghiari și 8 familii de evrei. Pentru 210 familii nu se menționează originea etnică. Toți locuitorii trăiau în 437 de case. În comună funcționau o școală primară cu 23 de elevi, o biserică ortodoxă și una catolică. Anuarul Socec din 1925 o consemnează în aceeași plasă, având 2120 de locuitori în satele Gherăești și Ferdinand. În 1931, i s-a alipit și satul Pildești de la comuna desființată Pildești.
După al Doilea Război Mondial, satul Ferdinand a primit numele de Gheorghe Doja. În 1950, comuna a trecut în administrarea raionului Roman din regiunea Bacău (între 1952 și 1956, din regiunea Iași). Satul Gheorghe Doja a fost rebotezat în 1964 Gherăeștii Noi. În 1968, comuna a trecut la județul Neamț; tot atunci, comunei i s-a alipit satul Tețcani de la comuna Mircești, iar satul Pildești a fost transferat comunei Cordun.

## Biserica romano-catolică
Credincioșii catolici din Gherăești sunt menționați foarte puțin în documente până la înființarea în 1863 a parohiei. Ei sunt menționați pentru prima dată într-un document oficial în 1745, document în care misionarul Giovanni Ausilia face referire la centrele catolice din Moldova. La acea vreme, comunitatea catolică din Gherăești era formată doar din 13 familii. În prima jumătate a secolului al XIX-lea credincioșii catolici ai acestei localități au participat la două evenimente majore: revolta din 1801 la care participă 16 sate catolice, revoltă prin care țăranii îl acuză pe Vincentius Gatt (la acea vreme având funcția de prefect) că le-ar fi alterat obiceiurile vechi, dar și răscoala din 1831. Țăranii refuzau să participe la Straja pământească, prevăzută de Regulamentele Organice, și se împotriveau categoric catagrafiei prin care urma să fie stabilit birul pe care aceștia urmau să îl plătească.
În a doua jumătate a secolului al XIX-lea, catolicii din Gherăești au participat la Războiul de Independență a României din 1877-1878. Trei dintre aceștia chiar au murit pe frontul de luptă: Iștoc Anton, Lucaci Gherghel, Mihai Hugeanu. 
Pentru a împlini serviciul religios creștinii se adunau în case private sau în locuri special amenajate în acest scop însă, după vizita apostolică efectuată de I. Tomassi în 1858 s-a hotărât construirea unei biserici de piatră. Bazele acesteia urmau a fi puse cu ajutorul parohiilor mai înstărite din vecinătate. Prima biserică a fost însă demolată de cei ce conduceau Parohia Gherăești începând cu 1891 pentru a putea fi ridicată una de dimensiuni mult mai mari.

## Școala
În 1851, sub domnia lui Grigore Alexandru Ghica (1849-1853) potrivit Așezământului pentru reorganizarea învățăturilor publice urmau să fie înființate 63 de școli sătești, printre care se afla și ceea ce este astăzi Școala Gimnazială Gherăești. Cu toate acestea, din cauza lipsei locurilor pentru a fonda școlile dar și din vina lipsei învățătorilor deschiderea școlilor a fost întârziată, primele cursuri fiind inaugurate la Gherăești la 1 septembrie 1858. În anul 1861 școala Gherăești era frecventată de 29 de elevi, iar spațiul mai permitea primirea a maximum 4 elevi. 
În anul școlar 1864-1865, primul an de după aplicarea de către domnitorul Alexandru Ioan Cuza a reformei învățământului, numărul elevilor a crescut la 31. În anii următori numărul acestora a tot crescut însă doar în ceea ce privește numărul celor înscriși deoarece frecvența era redusă. Cu toate acestea, învățătorii apreciau faptul că școala progresa de la an la an.
Școala a reușit până în preajma celui de-al Doilea Război Mondial să-și organizeze propriile instituții precum: o cooperativă școlară, o cantină școlară, chiar și un muzeu școlar. Tot instituția școlară a adăpostit și susținut căminul cultural popular. Foarte importante au fost și cercurile școlare organizate de Școala Gherăești prin intermediul cărora învățătorii aveau ocazia de a încerca să-i facă pe săteni mai conștienți cu privire la nevoia de educație.

## Îndeletniciri
Locuitorii din Gherăești, datorită poziționării satului într-o zonă de câmpie, cel mai adesea au fost agricultori. Și păstoritul a fost o îndeletnicire care rivaliza cu agricultura dar mai mult a fost o ocupație complementară celei dintâi. Și albinăritul a ocupat un loc fruntaș în preocupările sătenilor din Gherăești, precum și dogăria și împletitul nuielelor. Un alt rol important în ceea ce privește îndeletnicirile gherăeștenilor, în special a femeilor a fost țesutul textilelor de interior: covoare, lăicere, macaturi, ștergare, fețe de masă etc. 
Aceste activități nu mai sunt în prezent de actualitate în aceeași măsură, ba chiar unele au dispărut aparținând unei alte lumi, unei alte mentalități, însă au ocupat un loc de cinste în preocupările sătenilor. 

## Monumente istorice
Singurul obiectiv din comuna Gherăești inclus în lista monumentelor istorice din județul Neamț este situl arheologic de „la Biserică” din satul Gherăești, sit ce cuprinde urmele unei așezări din secolele al II-lea–I î.e.n. și ale unei necropole din secolele al XV-lea–al XVIII-lea.

## Activități sportive
Înainte de 1990, în Gherăești s-a practicat cu succes oina. Avându-i ca antrenori pe Eugen Cocuț, Constantin Bogza și Vasile Puiu, acest sport a adus tinerilor din sat 16 titluri naționale și numeroase[câte?] cupe câștigate la diferite categorii de vârstă.
Jocul de baseball a fost introdus în județul Neamț la Gherăești, de profesorul Blaj Mihai în anul 1990. De atunci și până acum au fost legitimați 278 sportivi la secția de baseball.
Tinerii din Gherăești au fost componenți ai loturilor de baseball și softball. Numărul celor care au trecut pe la loturile naționale a ajuns la 58. Doi tineri jucători de baseball din comuna noastră au fost vicecampioni europeni la Praga în 1995: Mărtinică Ciprian și Dîscă Vasile, iar alți doi: Prisecaru Paul și Grigoriu Teodor joacă baseball în Italia în divizia B.
În Gherăești s-a amenajat cu sprijinul Primăriei locale, al S.C. Leul și S.C. Fana Veneto primul teren de baseball din România. Pe acest teren s-au organizat numeroase competiții interne și internaționale de baseball și softball. În anul 2003 s-a organizat pe acest teren primul turneu internațional de baseball Cupa Gherăești 504.
În anul 2001 s-a înființat C.S. Biruința Gherăești acreditat de Ministerul Tineretului și Sportului cu secții de baseball și fotbal.
Jocul de baseball este foarte cunoscut de către toți elevii școlilor din Gherăești, anual desfășurându-se campionatul școlii la această disciplină sportivă, începând cu clasa a IV-a. În anul 2003 echipa școlii Gherăești a obținut titlul de Campioană Națională sub egida Liceului Sportiv Roman.